# Hesketh 308E
Chronologie des modèles (1977-1978)
Hesketh 308D Aucun
La Hesketh 308E est une monoplace de Formule 1 engagée par Hesketh Racing en 1977 et 1978. Conçue par Frank Dernie et Nigel Stroud, c'est la dernière monoplace du team Hesketh avant son retrait de la compétition.

## Historique
La 308E reste célèbre pour sa livrée spéciale due à ses sponsors Penthouse et Rizla+, montrant une playmate Penthouse à peine vêtue enlaçant un paquet de Rizla.
En 1978, l'équipe revient à une livrée plus conservatrice et les résultats sont en baisse, ce qui oblige Lord Hesketh à arrêter les frais. On reverra la 308E engagée dans le championnat britannique Aurora AFX.

## Résultats en championnat du monde

### Écurie officielle Hesketh

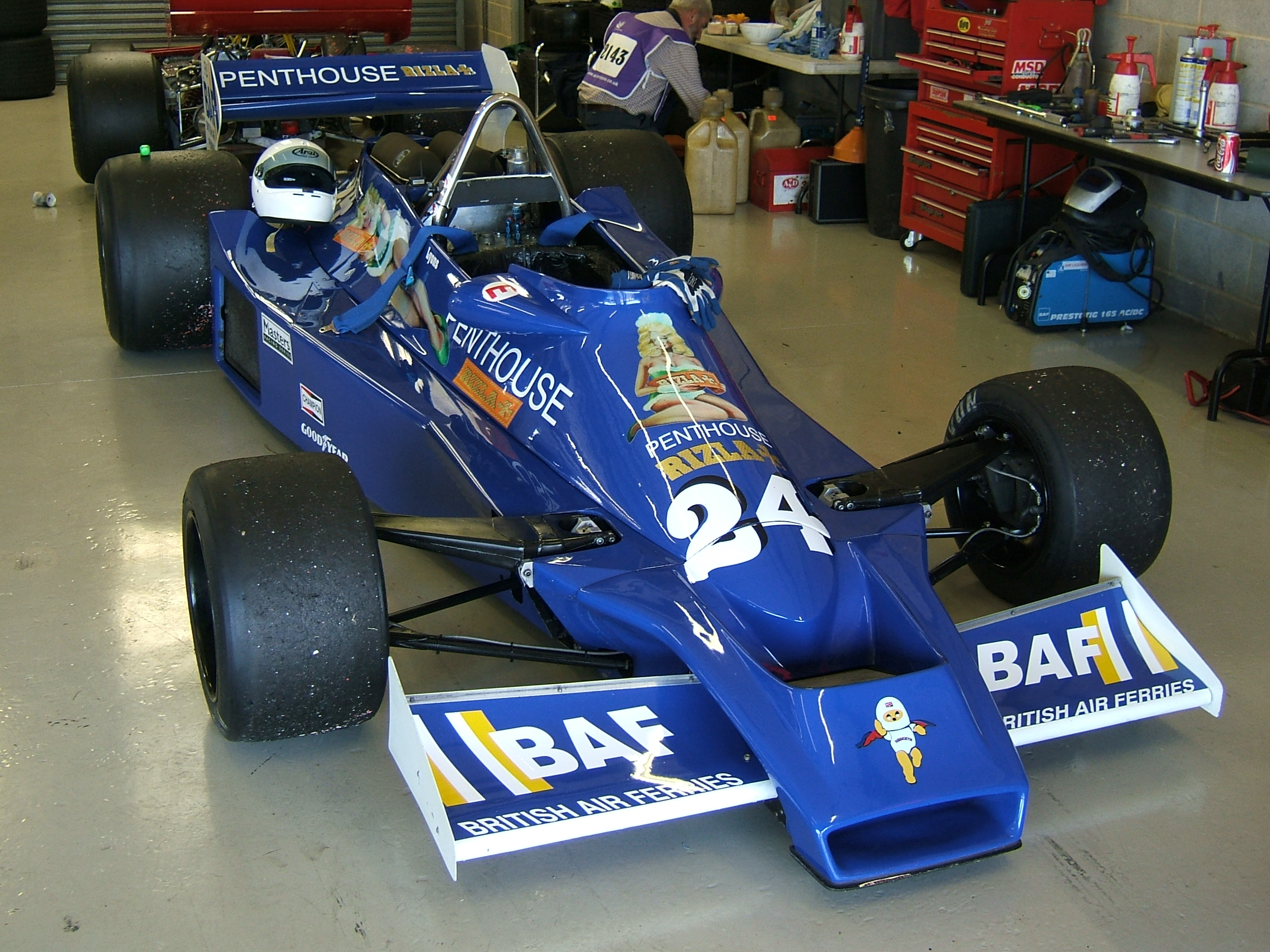
La célèbre livrée montrant une penthouse playmate enlaçant un paquet de Rizla+

| Saison | Écurie                          | Moteur               | Pneumatiques | Pilotes        | Courses | Courses | Courses | Courses | Courses | Courses | Courses | Courses | Courses | Courses | Courses | Courses | Courses | Courses | Courses | Courses | Courses | Points inscrits | Classement |
| Saison | Écurie                          | Moteur               | Pneumatiques | Pilotes        | 1       | 2       | 3       | 4       | 5       | 6       | 7       | 8       | 9       | 10      | 11      | 12      | 13      | 14      | 15      | 16      | 17      | Points inscrits | Classement |
| ------ | ------------------------------- | -------------------- | ------------ | -------------- | ------- | ------- | ------- | ------- | ------- | ------- | ------- | ------- | ------- | ------- | ------- | ------- | ------- | ------- | ------- | ------- | ------- | --------------- | ---------- |
| 1977   | Hesketh Racing                  | Ford-Cosworth DFV V8 | Goodyear     |                | ARG     | BRÉ     | AFS     | USO     | ESP     | MON     | BEL     | SUÈ     | FRA     | GBR     | ALL     | AUT     | P-B     | ITA     | USE     | CAN     | JAP     | 0               | Non classé |
| 1977   | Hesketh Racing                  | Ford-Cosworth DFV V8 | Goodyear     | Harald Ertl    |         |         |         |         | Abd     | Nq      | 9e      | 16e     | Nq      |         |         |         |         |         |         |         |         | 0               | Non classé |
| 1977   | Hesketh Racing                  | Ford-Cosworth DFV V8 | Goodyear     | Héctor Rebaque |         |         |         |         |         |         | Nq      | Nq      | Nq      | Forf    | Abd     | Nq      | Nq      | Forf    |         |         |         | 0               | Non classé |
| 1977   | Hesketh Racing                  | Ford-Cosworth DFV V8 | Goodyear     | Ian Ashley     |         |         |         |         |         |         |         |         |         |         |         | Nq      | Nq      | Nq      | 17e     | Np      |         | 0               | Non classé |
| 1978   | Olympus Cameras/ Hesketh Racing | Ford-Cosworth DFV V8 | Goodyear     |                | ARG     | BRÉ     | AFS     | USO     | MON     | BEL     | ESP     | SUÈ     | FRA     | GBR     | ALL     | AUT     | P-B     | ITA     | USE     | CAN     |         | 0               | Non classé |
| 1978   | Olympus Cameras/ Hesketh Racing | Ford-Cosworth DFV V8 | Goodyear     | Divina Galica  | Nq      | Nq      |         |         |         |         |         |         |         |         |         |         |         |         |         |         |         | 0               | Non classé |
| 1978   | Olympus Cameras/ Hesketh Racing | Ford-Cosworth DFV V8 | Goodyear     | Eddie Cheever  |         |         | Abd     |         |         |         |         |         |         |         |         |         |         |         |         |         |         | 0               | Non classé |
| 1978   | Olympus Cameras/ Hesketh Racing | Ford-Cosworth DFV V8 | Goodyear     | Derek Daly     |         |         |         | Npq     | Npq     | Nq      |         |         |         |         |         |         |         |         |         |         |         | 0               | Non classé |

### Équipes privées
| Saison | Écurie                 | Moteur        | Pneumatiques | Pilotes       | Courses | Courses | Courses | Courses | Courses | Courses | Courses | Courses | Courses | Courses | Courses | Courses | Courses | Courses | Courses | Courses | Courses |
| Saison | Écurie                 | Moteur        | Pneumatiques | Pilotes       | 1       | 2       | 3       | 4       | 5       | 6       | 7       | 8       | 9       | 10      | 11      | 12      | 13      | 14      | 15      | 16      | 17      |
| ------ | ---------------------- | ------------- | ------------ | ------------- | ------- | ------- | ------- | ------- | ------- | ------- | ------- | ------- | ------- | ------- | ------- | ------- | ------- | ------- | ------- | ------- | ------- |
| 1977   |                        |               |              |               | ARG     | BRÉ     | AFS     | USO     | ESP     | MON     | BEL     | SUÈ     | FRA     | GBR     | ALL     | AUT     | P-B     | ITA     | USE     | CAN     | JAP     |
| 1977   | Penthouse Rizla Racing | Ford-Cosworth | Goodyear     | Rupert Keegan |         |         |         | Forf    | Abd     | 12e     | Abd     | 13e     | 10e     | Abd     | Abd     | 7e      | Abd     | 9e      | 8e      | Abd     |         |
| 1977   | Penthouse Rizla Racing | Ford-Cosworth | Goodyear     | Harald Ertl   |         |         |         |         |         |         |         |         |         | Forf    |         |         |         |         |         |         |         |

Légende : ici 